# Clàudia d'Orleans (reina consort de França)

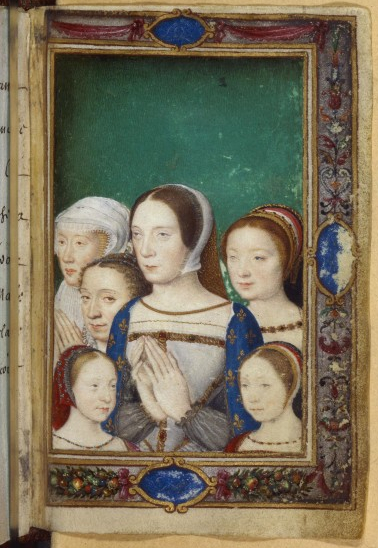
Clàudia de França i Bretanya

Clàudia de França o d'Orléans (13 d'octubre de 1499, Romorantin - 20 de juliol de 1524, Blois) fou filla del rei Lluís XII de França i d'Anna, duquessa de Bretanya. Era neta per línia paterna del duc Carles I d'Orleans i Maria de Cleves, i per línia materna del duc Francesc II de Bretanya i Margarida de Foix. Va heretar el ducat de Bretanya de la seva mare (i fou duquessa des del 1514) i fou la primera esposa del rei Francesc I de França (1515); fou també comtessa de Soissons, de Blois, de Coucy, d'Étampes, de Montfort, i duquessa de Milà. Va rebre el seu nom en honor de sant Claudi, a qui la seva mare havia invocat durant un pelegrinatge per tal que pogués tenir algun dia un fill viable. Tot i que va poder succeir a la seva mare en el tron de Bretanya, no podia succeir al seu pare en el tron francès per raó de la llei sàlica. La varietat de prunes anomenada reina Clàudia li deu el seu nom.

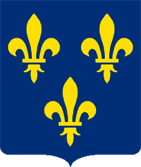
Escut de la branca Valois-Orleans

## Biografia
Hereva del ducat de Bretanya, el 1504, la seva mare, en un intent de mantenir el seu ducat independent de França, va signar el tractat de Blois, mitjançant el qual Clàudia fou promesa amb l'arxiduc Carles d'Àustria o Carles de Luxemburg (el futur Carles Cinquè), duc de Borgonya i net de l'emperador Maximilià I d'Habsburg (ell mateix primer marit -per poders- d'Anna de Bretanya). El contracte de matrimoni fou signat el 10 d'agost de 1501 a Lió per François de Busleyden, arquebisbe de Besançon, Guillaume de Cro, Nicolas de Rutter i Pierre Lesseman, com ambaixadors del rei Felip I de Castella, pare de l'arxiduc. Aquestes esposalles haurien fet passar Bretanya a la mort d'Anna a les mans d'aquest príncep ja hereu de l'arxiducat d'Àustria, del Regne de Castella i de «l'imperi borgonyó». El 1505, volent evitar l'encerclament del regne i la pèrdua de Bretanya, Lluís XII, molt malalt, va fer anul·lar aquestes esposalles pels Estats Generals de 1506, en benefici del jove comte d'Angulema, el futur Francesc I de França, al qual Clàudia havia estat promesa des de feia quatre anys per una disposició secreta.

### Reina de França
Clàudia es va casar, doncs, el 8 de maig de 1514 amb el seu cosí el comte d'Angulema, futur Francesc I, assegurant-li Bretanya almenys en el cas que Lluís XII i la seva nova reina, Maria d'Anglaterra tinguessin un delfí. La duquessa Clàudia no va governar mai Bretanya i en va cedir l'usdefruit al seu marit, després del 1515. Al contrari de la seva germana petita Renata de França, sembla que no va estar mai interessada en el seu heretatge maternal i no va mostrar gens de disposició per a la política, i en canvi preferia dedicar-se a la religió, sota la influència, segons certes fonts, de Cristoforo Numai, que havia estat el confessor de Lluïsa de Savoia, mare de Francesc I. Clàudia de França va ser eclipsada per la seva sogra, Lluïsa de Savoia, i la seva cunyada, Margarida d'Angulema, deixant-la sense poder polític ni influència. Les relacions amb el seu marit van ser bones, tot i sofrir escoliosi, una malaltia que li va provocar una desviació de la columna vertical, coixesa i estrabisme. Els últims anys de la seva vida hauria patit una greu obesitat.
El seu fill gran, el delfí Francesc, la va succeir sobre el tron de Bretanya sota el nom de Francesc III, però el seu pare el rei conservava l'usdefruit del ducat.
A propòsit de la reina Claude de França, Brantôme va escriure:
«Cal parlar de la senyora Clàudia de França, que fust molt bona i molt caritativa, i molt dolça a tothom, i no fist mai desplaisir ny malament a cap de la seva curt ny del seu regne. Ella fust així molt estimada del roy Louys, i de la royne Anna, els seus pare & mare, i estoit la seva bona noia i la ben-estimada, com a ils ulls monstrarent bé; ja que després que el roy fust tranquil duc de Milà, ils la van fer declarar i proclamar en la seva pista de parlament de París, a ulls oberts, duquessa de les dues ducades més boniques de la crestianitat, que estoient Milà i Bretanya, l'una que ve del pare i l'altre de la mare. Quina hereva! si ell vostès plaist. Aquests dos ducats conjunts tinguessin bé faict un bonic regne».

### Aparença
Així com Francesc era gran i atlètic, Clàudia era petita. Les seves maternitats successives la feien aparèixer contínuament grossa, segons l'opinió de la cort, que en feia un assumpte de burla. Els ambaixadors estrangers anoten la seva «forta corpulència», la seva coixesa, l'estrabisme del seu ull esquerre, la seva molt petita talla, la seva lletjor i la seva timidesa, per no subratllar les seves qualitats de cor. Va ser poc estimada a la cort després de la mort dels seus pares. Brantôme testimoniarà «que el roy el seu mary luy va encomanar la verola, que li advança els seus dies. I senyora la regenta Lluïsa de Savoia la maltractava fort (...)». El rei li imposarà l'omnipresència de la seva amant, Francesca de Foix.

## Descendència

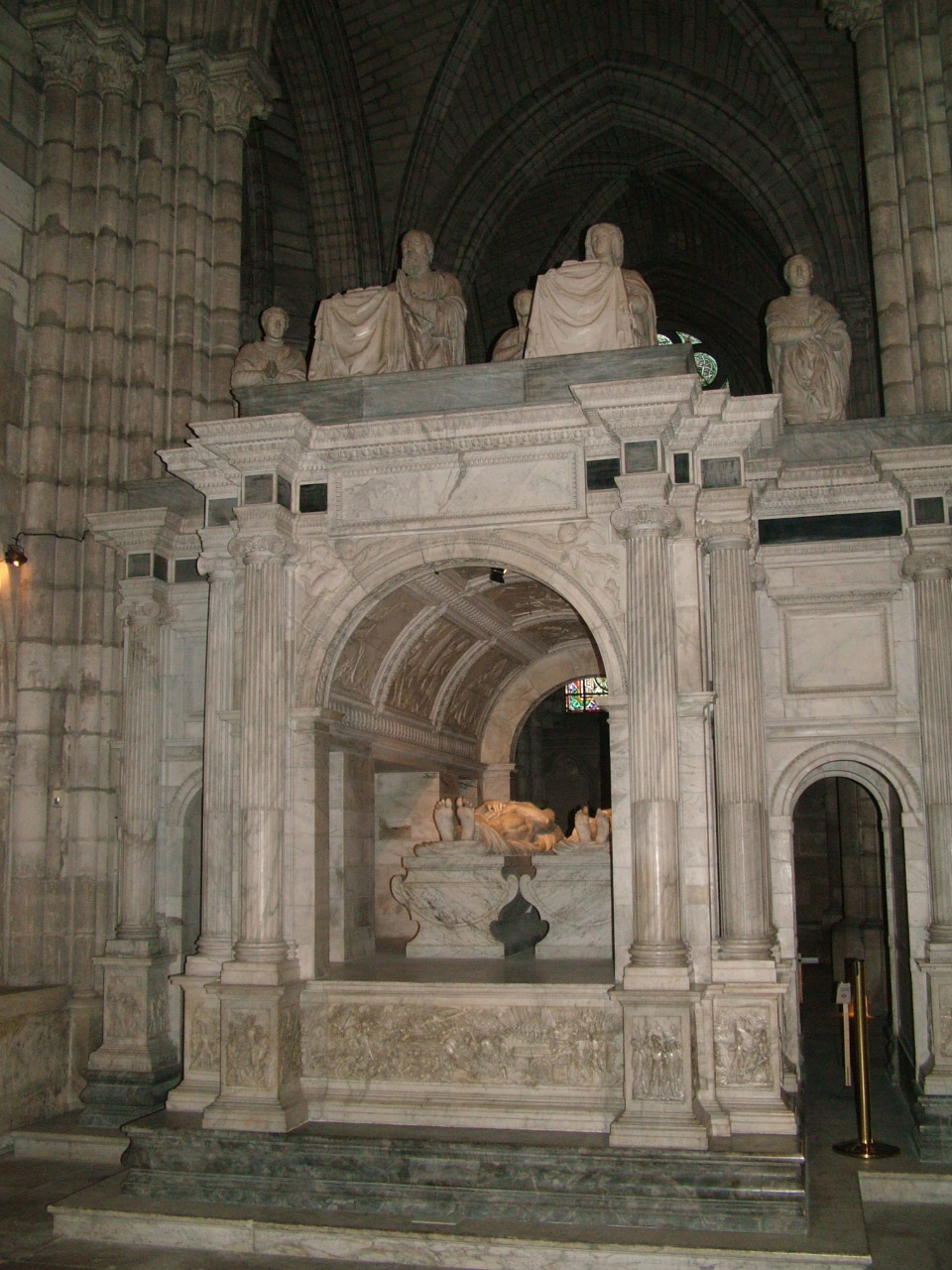
Tomba de Francesc I i de Clàudia de França a la basílica de Saint-Denis

Es va casar el 8 de maig de 1515 a Saint-Germain-en-Laye amb el comte Francesc I d'Angulema, fill del comte Carles I d'Angulema i Lluïsa de Savoia. D'aquesta unió nasqueren:
- Lluïsa de França (19 d'agost de 1515- 21 de setembre de 1518), compromesa breument amb el futur emperador Carles V.
- Carlota de França (23 d'octubre de 1516-18 de setembre de 1524).
- Francesc III de Bretanya (28 de febrer de 1518-10 d'agost de 1536), delfí de França, coronat a Rennes com a duc de Bretanya sota el nom de Francesc III.
- Enric II de França (31 de març de 1519-10 de juliol de 1559), delfí de França, últim duc de Bretanya en títol a la mort de Francesc III, duc de Bretanya, rei de França.
- Magdalena (10 d'agost de 1520-2 de juliol de 1537), reina d'Escòcia pel seu matrimoni el 1537 amb Jaume V d'Escòcia.
- Carles II d'Orleans (22 de gener de 1522-9 de setembre de 1545), duc d'Orleans.
- Margarida (5 de juny de 1523-14 de setembre de 1574), duquessa de Savoia pel seu matrimoni el 1559 amb Manuel Filibert de Savoia.
- Un fill nascut mort (1524).

La reina Clàudia va morir dormint el 20 de juliol de 1524. No era més que l'ombra d'ella mateixa, esgotada pels seus embarassos successius, dels quals el primer quan no tenia ni quinze anys, i debilitada per una tuberculosi òssia (com la seva mare) i per la sífilis que li havia transmès el seu marit. Fou enterrada a la basílica de Saint-Denis.